# Abba in Concert
Abba in Concert är en svensk dokumentärfilm från 1979-80 producerad av Sveriges Television.

## Historik
Denna film är en av SVT:s största musiksatsningar någonsin, där deras filmteam följde den svenska popgruppen Abba på deras världsturné i Europa och Nordamerika hösten 1979. Turnén kom att fortsätta till Japan våren 1980, men på den delen av turnén följde inte filmteamet med. I filmen visas gruppen bakom scenen och mellan konserterna samt en del framträdanden på scenen. Detta är dock ingen livekonsertfilm; det är främst en dokumentär om hur bandet hade det på turnén och hur de förberedde sig inför konserterna.
Turnén var extremt lyckad för gruppen; bland annat lyckades man sälja ut Wembley Stadium i London sex kvällar i rad, ett styrkebevis som vittnar om Abba:s enorma popularitet vid denna tid.
I och med att även gruppens första världsturné 1977 dokumenterades i en spelfilm, så finns rörligt material från gruppens bägge världsturnéer tillgängligt kommersiellt idag.

### Utgivning
Dokumentären släpptes på VHS och sedermera som DVD 2004.

## Liveframträdanden
De sånger som förekommer i filmen är följande. 
1. Waterloo
2. Eagle
3. Take a Chance on Me
4. Voulez-Vous
5. Chiquitita
6. I Have a Dream
7. Gimme! Gimme! Gimme! (A Man After Midnight)
8. Knowing Me, Knowing You
9. Summer Night City
10. Dancing Queen
11. Does Your Mother Know
12. Hole in Your Soul
13. The Way Old Friends Do
14. Thank You for the Music